# AZ-kvíz

Herní plán

AZ-kvíz je vědomostní a strategická televizní soutěž vysílaná od 2. ledna 1997 Českou televizí.
Úkolem je pomocí správných odpovědí získat pole a jimi spojit tři strany trojúhelníku – hrací tabule.
Soutěž připravuje brněnské studio České televize, natáčení probíhalo dlouhou dobu v pasáži Typos v Jezuitské ulici (dříve v 20. století byl v tomto prostoru taneční sál). V roce 2016 bylo přesunuto do nové budovy brněnské televize v Trnkově ulici 117 v Brně-Líšni.
Soutěž navazuje na dřívější obdobnou soutěž Ypsilon (podle tvaru, kterým je možné typicky spojit 3 strany trojúhelníku), kterou moderoval Aleš Zbořil a která byla určena pro studenty středních škol.
Původním režisérem byl Evžen Sokolovský mladší, od 5. března 2008 je režisérem soutěže Ladislav Cmíral.

## Speciální díly
Bylo natočeno několik speciálních dílů a dvě zvláštní obměny pořadu:
- AZ-kvíz Junior – pro děti; byl vysílán mezi léty 2004 a 2006, obnoven byl v roce 2015
- AZ-kvíz Speciál – hlásit se mohli jen ti, kteří se již zúčastnili AZ-kvízu a získali tričko s logem AZ-kvízu, tedy během jednoho účinkování se jim podařila 5násobná účast (tedy minimálně 4 postupy do finále v řadě).
- ArtZóna kvíz / ČT art kvíz – v rámci pořadu ArtZóna byly v listopadu a prosinci 2018 odvysílány tři speciální díly moderované Alešem Zbořilem s hudebníky Jamesem Colem, Ventolinem, Muchou a Petrem Markem.[2][3] Později v roce 2021 během října byly odvysílány další tři díly rovněž moderované Alešem Zbořilem s Adélou Elbel, Katem, Terezou Dočkalovou a Petrem Vančurou. V červnu 2023 byly vydány tři díly moderované Evou Machourkovou, kde soutěžili Berenika Kohoutová, Vladimír Škultéty, Mikýř a Albert Romanutti. O rok později v červnu 2024 se dalších třech dílů soutěže moderovaných Alešem Zbořilem zúčastnili Leoš Mareš, Ben Cristovao a Jan a Marsell Bendigovi. Tyto díly jsou vysílané pouze na youtubovém kanálu iVysílání.
- AZ-kvíz speciál TSB60 – dne 26. června 2021 byl společně s Pavlem Zedníčkem, Zuzanou Slavíkovou, Josefem Poláškem a Michalem Isteníkem odvysílán speciální díl k 60. výročí brněnského studia České televize.
- AZ-kvíz tentokrát s Fortunou – od 20. listopadu 2022 byla při příležitosti MS ve fotbale vysílána speciální minisérie AZ-kvízu s fotbalovou tematikou. Soutěžily tváře ČT, studenti MUNI a VIP osobnosti.[4] V roce 2024 byly odvysílány další díly, a to v květnu při příležitosti MS v hokeji a v červnu a červenci při příležitosti ME ve fotbale.

## Pravidla a taktika

### Semifinále
V semifinále jsou políčka pyramidového hracího pole očíslována 1 až 28, soutěžící si jako startovní pole nejčastěji volí to s číslem 13. Tato dvě první kola probíhají v časovém limitu 7.30 minut a pokud se nikomu v té době nepodaří spojit tři strany trojúhelníku, rozhoduje o vítězi počet získaných políček a v případě stejného počtu políček rozhoduje rozstřelová otázka. Každé políčko si musí účastník zvolit do pěti sekund, pokud tak neučiní, získává nárok na další volbu soupeř. Jednotlivá políčka se zbarvují podle toho, kdo je získal, nebo černě, pokud ani jeden ze soutěžících správnou odpověď nevěděl (soutěžící, který políčko vybral, může zkusit odpovídat dvakrát, soupeř pak už jen jednou, případně může políčko odmítnout a chtít jiné). Černé políčko je pak možno získat v náhradní otázce s odpovědí ANO–NE.

### Finále
Finálová pravidla jsou shodná se semifinálovými, jediné pravidlo navíc souvisí s jiným označením políček – ta jsou ve finále označena 28 písmeny. Soutěžící jsou povinni hláskovat (A jako Anna, K jako Karel...). Pokud tak neučiní a omylem dostanou jiné políčko, než chtěli, musí ho přijmout.
Poražený finalista obdrží věcnou výhru, kterou si sám vybírá (knihy, deskové hry, roční předplatné časopisů, audioknihy, atd.), navíc obdrží dvě prémie.

### Bankomat, peněžní výhry
Vítěz každého dílu postupuje k bankomatu, který má podobu dalšího hracího pole. To má tvar šestiúhelníku a skládá se z 19 šestiúhelníkových políček (původně bylo všech 28 políček, nyní je jen 19). Pro soutěžícího mají všechna stejnou šedou barvu, pro diváky jsou tato políčka rozlišena čtyřmi barvami – červená pro prémii (jedno políčko), oranžová pro pětitisícovky (tři políčka), modrá pro tisícovky a dvoutisícovky (deset políček) a šedobílá pro stokorunu a pětisetkoruny (pět políček). Vítěz vybírá 3 pole tím, že zastavuje kurzor pohybující se nepravidelnou rychlostí.
Prémie v bankomatu je novějším prvkem pravidel. Její hodnota se při vybrání resetuje na 5500 a do každého dalšího dílu roste po 500 korunách do té doby, dokud ji někdo nevybere, je tedy teoreticky neomezená.
Ten, kdo 5× za sebou vyhraje finále, tedy se 5× dostane k bankomatu, získá navíc prémii 5000 Kč.
Průměrná výhra je 6 tisíc korun/díl. Celkově bylo za zhruba prvních 10 let soutěže vyplaceno 12 milionů korun. Nejvyšší výhra v hodnotě 27 000 Kč byla vyplacena v roce 2014.
Peněžní výhry podléhají srážkové dani z příjmu (viz § 36 (2) l) podle zákona o daních z příjmů č. 586/1992 Sb.), ledaže jsou od této daně osvobozeny (viz § 4 (1) f) tamtéž).

### AZ-kvízové tričko
AZ-kvízové tričko získá ten soutěžící, který postoupí do pěti dílů po sobě.

### Účast v soutěži
Jediným omezením účasti v soutěži je věk 18 let v době natáčení soutěže. Do roku 2023 bylo nutností absolvování konkurzu (50% úspěšnost ve vědomostním testu a ústní pohovor s dramaturgií), ten byl však k 1. červnu 2023 zrušen. Není nutno být občanem ČR, ale podle Herního řádu musí soutěžící na otázky odpovídat česky.
Původně bylo možno se do AZ-kvízu znovu hlásit po 5 letech, později byl termín zkrácen na 3 roky, posléze na 1 rok a následně zvýšen na 2 roky. Držitelé trička, tedy 5násobní účastníci, se mohou znovu hlásit až po 3 letech.

## Moderátoři
Moderátory všech tří typů AZ-kvízu jsou po celou dobu Aleš Zbořil a Eva Machourková (dříve Brettschneiderová). V klasickém AZ-kvízu jednorázově Aleše Zbořila během hospitalizace zastupoval Roman Svoboda, nyní známý např. moderováním pořadu ČT Na stopě. Na jaře 2006 byli do AZ-kvízu Junior nasazeni publiku věkově bližší moderátoři Marta Ondráčková a Peter Strenáčik. V roce 2015 obnovený AZ-kvíz Junior moderuje na ČT :D Jan Adámek.

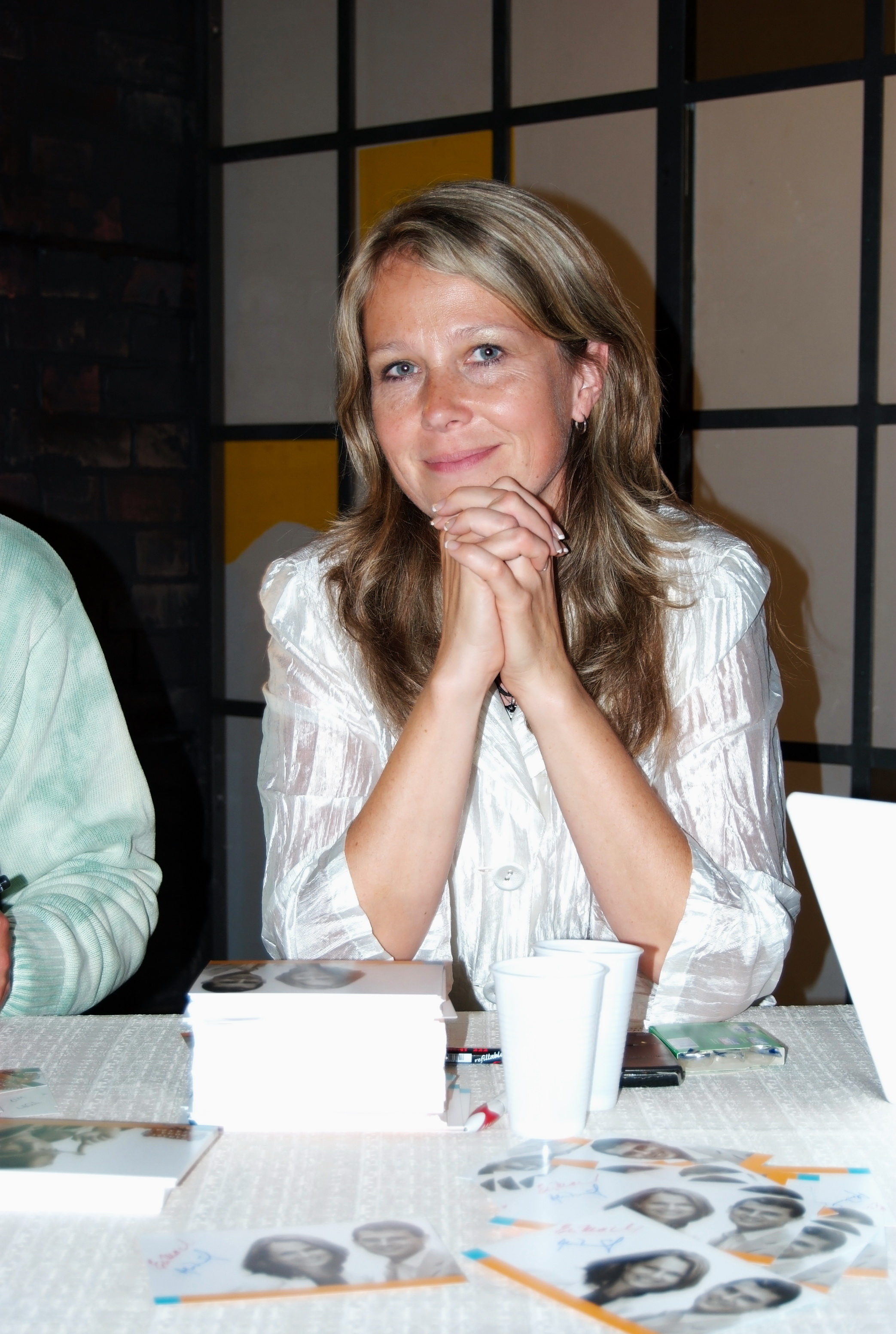
Moderátoři pořadu v květnu 2009: Eva Machourková…
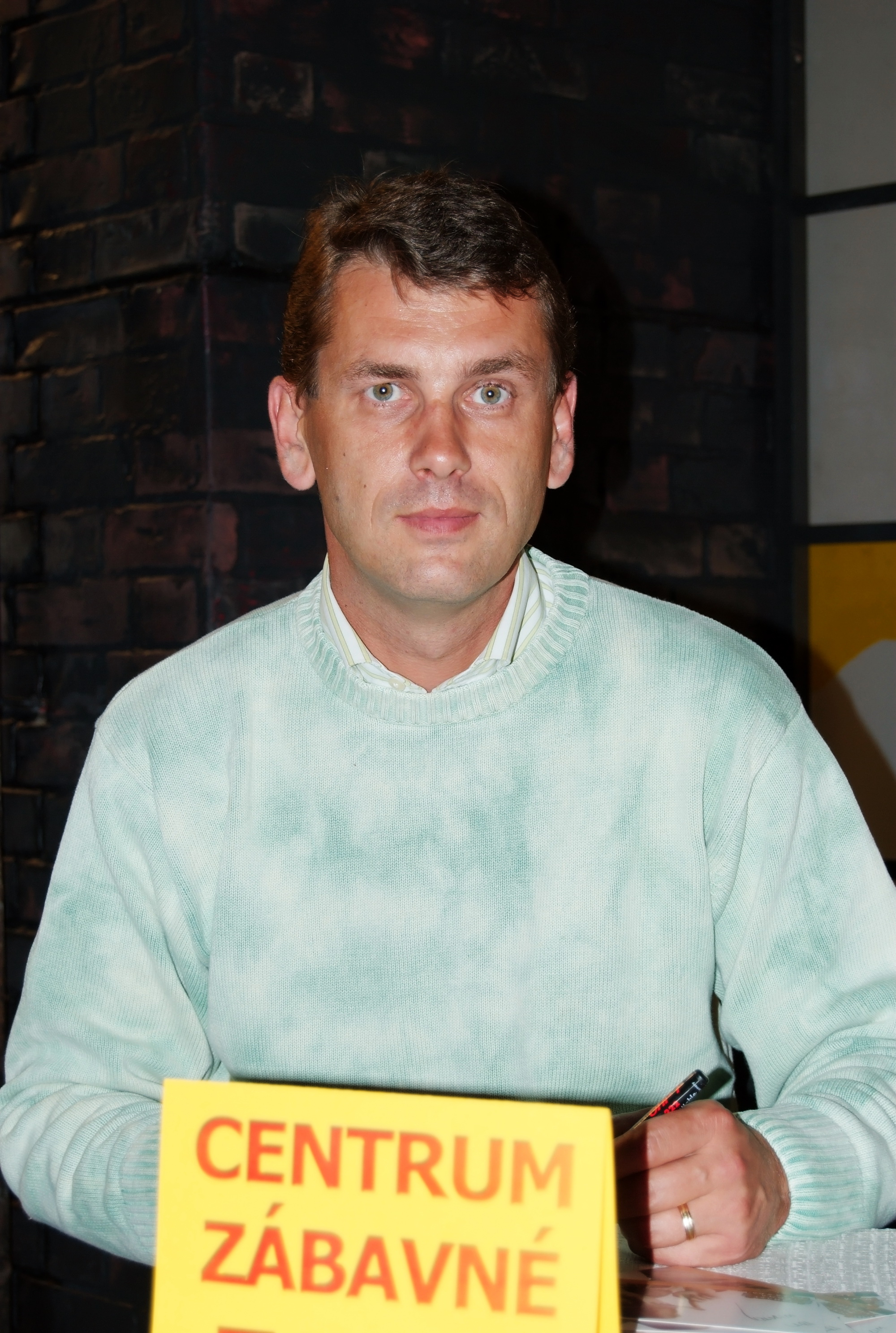
…a Aleš Zbořil během dne otevřených dveří v ČT

## Uvádění
V průběhu let se měnil vysílací čas i způsob reprízování, delší dobu jsou díly dostupné on-line v archivu i-Vysílání. Obvykle bývá premiéra v podvečer ve všední dny (původně po 18. hodině, aktuálně k roku 2019 v 17.15, v pátek až 17.30), reprízy buď v noci na následující den též na ČT1, nebo následující den před polednem taktéž na ČT1. Dříve reprízy bývaly druhý den před polednem na ČT2. Původně byl AZ-kvíz vysílaný i v pátek, později byl nahrazován (celoročně nebo jen v průběhu školního roku) soutěžemi pro mladší: AZ-kvíz Junior, Za školu, Fenomén, v roce 2012 AZ-kvízem speciál (viz výše). Nyní (od roku 2019) je opět vysílán od pondělí do pátku. Obnovený AZ-kvíz Junior je uváděn na ČT :D jednou týdně, a to v neděli ve 13.40 (od září roku 2019 v čtvrtek ve 14.45).

## Historie
Měnily se kulisy (nejvýrazněji 5. března 2008), provedení bankomatu i některá pravidla. Např. dříve se o „šedá“ pole losovalo, později se losovalo jen ve finále, od 5. ledna 2009 je nutno pole získat vždy pomocí náhradní otázky, na kterou je odpověď ANO–NE.
Na podzim 2011 bylo krátce pozastaveno natáčení soutěže, když se po nástupu nového generálního ředitele ČT Petra Dvořáka spekulovalo o zastavení soutěže.
Od září roku 2016 má soutěž novou dekoraci. V roce 2017 oslavil AZ-kvíz 20 let.

## Výrobky
Na základě soutěže vznikla stejnojmenná stolní hra a verze na cesty.

## Odraz soutěže
Na internetu jsou k vidění videa se zajímavými bitvami v AZ-kvízu, např. jak bylo možno dle starších pravidel spojit tři strany pomocí losování, prakticky bez správných odpovědí.
Mezi soutěžícími se objevily i známé osoby, např. Ladislav Bátora, spisovatelka Zuzana Koubková.
Marek Daniel hrál moderátora „upraveného AZ-kvízu“ v komedii Polski film (2012, režie Marek Najbrt). Na soundtracku k filmu vyšla skladba Jamajský gambler v AZ kvízu.
Na soutěž též odkazuje skladba Vim já? od PSH a Jamese Colea z alba Epilog (2010).
V září 2015 upoutal pozornost médií cestovatel a spisovatel Ladislav Zibura, když zvolil recesistickou strategii obsazení všech protilehlých rohů s cílem zabránit propojení stran, a stát se tak nejhorším soutěžícím v historii pořadu.
Stylizovaný herní plán AZ-kvízu se stal součástí návrhu emotikonů s českými motivy, tzv. Czemoji, vytvořených studentkou Vysoké školy výtvarných umění v Bratislavě Soňou Juríkovou.
Od roku 2022 je AZ-kvíz nedílnou součásti doprovodného programu festivalu Rock for People.